# تعزیه در خوزستان
تعزیه نوعی نمایش آئینی سنتی-شیعی در ایران‌زمین است که به واقعهٔ کربلا و مصائب اهل بیت می‌پردازد. عرب‌های خوزستان نیز همچون دیگر شیعیان ایران مراسم تعزیه‌خوانی را با زبانی منطبق با فرهنگ خودشان یعنی به زبان عربی برگزار می‌کنند.

## سرمنشأ
اولین شبیه‌خوانی عربی در ایران در خوزستان شکل گرفت. برپایی شبیه‌خوانی در بین عرب‌های خوزستان در شهر حر (با نام قدیمی و محلی بیت چریم) شکل گرفت. شهر حر در شمال‌شرق شوش و از توابع این شهرستان است که در حاشیهٔ رودخانهٔ دز و مسیر آن در ۲۰ کیلومتری جادهٔ اهواز به اندیمشک قرار دارد. از آنجایی که اهالی آن عرب‌اند، مراسم تعزیه را نیز به زبان عربی اجرا می‌کنند.
مراسم شبیه واقعهٔ کربلا و عزاداری حسین‌بن علی در این منطقه ریشهٔ تاریخی دارد. این مراسم در ابتدا توسط شیخ فرحان، شیخ غافل و شیخ فارس ابن سالم از قبیلهٔ آل کثیر تیرهٔ بیت کریم (بیت چریم)  برپا می‌شده‌است.
به باور اهالی قدیمی بیت چریم شیخ غافل در سال ۱۲۲۴ه. ق. (۱۱۸۱ ه. خ.) به همراهی شخصی روحانی به نام شیخ حسین به قصد زیارت عتبات به عراق سفر کرده و به شهر حله می‌رسند. به علت همزمانی این سفر با ماه محرم، مراسم عزاداری شبیه یا تعزیه‌گردانی را در آن شهر مشاهده نمود و شیخ غافل تمایل خود را به برپایی این نوع تعزیه در منطقهٔ خود را به شیخ حسین ابراز نمود و از وی خواست نسبت به یادگیری و یادداشت شعرهای آن اقدام کند.
شیخ حسین نیز تمامی گفت‌وگوها را مکتوب کرده و تصاویر و نحوهٔ برگزاری شبیه‌خوانی را به خاطر سپرد. در سال بعد شیخ غافل به همراهی شیخ حسین اقدام به برگزاری این مراسم در منطقهٔ خود کردند. آوازهٔ این عزاداری به‌سرعت منتشر شده و سال‌به‌سال بر شهرت آن افزوده گشت و قبایل همجوار بیت چریم منتظر ماه محرم می‌شدند تا در مراسم عزاداری شبیه‌خوانی شرکت کنند. بعد از شیخ غافل فرزندش شیخ علی رهبری قبیله را به عهده گرفت.
در شبیه‌خوانی‌ها بعضی از خانواده‌ها به صورت موروثی کار تعزیه‌خوانی را دنبال می‌کردند و گاه کل یک گروه تعزیه‌خوان از اعضای یک خانواده بودند. در شبیه‌خوانی شهر حر نیز چنین بود که بعد از شیخ علی مدیریت مراسم شبیه‌خوانی به فرزندش شیخ حیدر و پس از آن به شیخ خلف‌بن حیدر آل‌کثیر رسید.
بعد از شیخ خلف بود که برگزاری مراسم شبیه‌خوانی از حالت موروثی خود خارج شد و به دست ستاد برگزاری شهر حر رسید، بعد از اینکه بین اعضای ستاد برگزاری شبیه‌خوانی شهر حر اختلاف پیش آمد برای جلوگیری از درگیری‌های احتمالی این مراسم به مدت ۴ سال پیاپی تعطیل گردید.
در همین موقع، کمی آن سوتر از بیت چریم شخصی با نام عزیز هلاکوپور که یکی از نوادگان شیخ حیدر بود در یکی از روستاهای مجاور که روستای سید محمد تفاخ (الهدامة) نام دارشت به همت تعدادی از اهالی آن روستا تصمیم به برپایی مراسم شبیه‌خوانی گرفتند.
این روستا در ۲۰ کیلومتری شمال شهرستان شوش، و بین منازل مسکونی شرکت قند هفت‌تپه و روستای بیت تتر واقع شده‌است. عزیز هلاکوپور در محرم سال ۱۳۶۶ این مراسم را در روستایشان برپا کرد.
پس از آنکه مراسم شبیه‌خوانی در روستای سید محمد تفاخ اجرا شد، شهر حر نیز بعد از ۴ سال تعطیلی (از سال ۶۴ تا ۶۷) مجدداً مراسم شبیه‌خوانی را اجرا کردند.

## میراث فرهنگی خوزستان و تعزیه عربی
درباره تعزیه عربی خوزستان مستندسازان بسیاری در این خصوص مستند ساختند. اما برخی از مستند سازان از ایجاد موانع در کارشان اطلاع دادند. یکی از کارگردانان مستند در مصاحبه با خبرگزاری مهر اعلام کرد که مدیر میراث فرهنگی استان خوزستان، افشین حیدری خواسته تا بخش اجراهای گروه های عرب حذف شود، این در حالی است که مجالس تعزیه عرب ها از پیشینه تاریخی بیشتری برخوردار است.

## پی‌نوشت
1. ↑  منصور آل‌کثیر، تعزیهٔ عربی در خوزستان.
2. ↑  منصور آل‌کثیر، تعزیهٔ عربی در خوزستان.
3. ↑  منصور آل‌کثیر، تعزیهٔ عربی در خوزستان.
4. ↑  منصور آل‌کثیر، تعزیهٔ عربی در خوزستان.
5. ↑  منصور آل‌کثیر، تعزیهٔ عربی در خوزستان.
6. ↑  منصور آل‌کثیر، تعزیهٔ عربی در خوزستان.
7. ↑  منصور آل‌کثیر، تعزیهٔ عربی در خوزستان.
8. ↑  منصور آل‌کثیر، تعزیهٔ عربی در خوزستان.
9. ↑  منصور آل‌کثیر، تعزیهٔ عربی در خوزستان.
10. ↑  خبرگزاری مهر، سرویس اجتماعی